# Charlotte for Ever
Charlotte for Ever ist ein französischer Spielfilm aus dem Jahr 1986. Das Drama ist eines der späten Werke des Chansonniers, Schriftstellers und Regisseurs Serge Gainsbourg.

## Inhalt und Rezeption
Gainsbourg, der Regisseur und Autor des Filmes, spielt einen Drehbuchautor und depressiven Alkoholiker, der sein Haus in Paris kaum verlässt. Wichtigster Bezugspunkt für ihn ist seine Tochter. Allerdings findet er erst zu ihr, als diese ihm verzeiht, nachdem sie ihm vorher die Schuld am Unfalltod ihrer Mutter vorgeworfen hatte. Gainsbourgs 14-jährige Tochter Charlotte Gainsbourg spielt die Rolle des pubertierenden Mädchens. Der Filmdienst befindet: „Ein quälerisches Kammerspiel, das mit allen Mitteln zu provozieren versucht, in erster Linie jedoch mit der maßlosen Selbststilisierung des Hauptdarstellers verärgert.“ Der Film und der Titelsong enthalten Anspielungen auf das Thema Inzest.